# Чемпионат Европы по самбо 1984
V Чемпионат Европы по самбо прошёл в городе Бильбао (Испания) 9 — 10 июля 1984 года.
Согласно источнику, финальная схватка в весовой категории до 68 кг не выявила победителя и обоим финалистам (советскому самбисту Василию Кривоногову и болгарину Валентину Миневу) были вручены серебряные медали.

## Медалисты
| Весовая категория | Золото                    | Серебро                        | Бронза                                              |
| ----------------- | ------------------------- | ------------------------------ | --------------------------------------------------- |
| до 48 кг          | Айтжан Шангараев · СССР   | М. Гомес · Испания             | Димитар Димитров · НРБ Х. Нието · Испания           |
| до 52 кг          | Нурислам Халиулин · СССР  | Анжело Арланди · Италия        | Иван Парасков · НРБ С. Руис · Испания               |
| до 57 кг          | Мигель Гарсия · Испания   | Эмиль Методиев · НРБ           | Михаил Стенников · СССР Иниго Элорса · Испания      |
| до 62 кг          | Александр Аксёнов · СССР  | М. Оран · Франция              | Мануэль Хименес · Испания Хорхе Боканегра · Испания |
| до 68 кг          | Василий Кривоногов · СССР | Валентин Минев · НРБ           | Д. Манцо · Италия                                   |
| до 74 кг          | Николай Баранов · СССР    | Игнасио Ордоньес · Испания     | А. Хименес · Испания К. Георгиев · НРБ              |
| до 82 кг          | Магомед Рамазанов · СССР  | Жулен Идаррета · Испания       | Пламен Шополов · НРБ Дидье Дуру · Франция           |
| до 90 кг          | Александр Пушница · СССР  | В. Чедаль · Франция            | Альберто Кастильо · Испания П. Маликин · НРБ        |
| до 100 кг         | Антон Новик · СССР        | Джорджо ди Алессандро · Италия | Педро Солер · Испания Ф. Келая · Испания            |
| свыше 100 кг      | Владимир Шкалов · СССР    | И. Охандио · Испания           | Марин Герчев · НРБ Артуро Санторум · Испания        |